# Dušanovo (Prizren)
Pour les articles homonymes, voir Dušanovo.
Dushanovë en albanais et Dušanovo en serbe latin (en serbe cyrillique : Душаново) est une localité du Kosovo située dans la commune/municipalité de Prizren et dans le district de Prizren/Prizren. Selon le recensement kosovar de 2011, elle compte 9 398 habitants.
Le village est également connu sous les noms albanais de Dushanova et d'Arbanë.

## Histoire

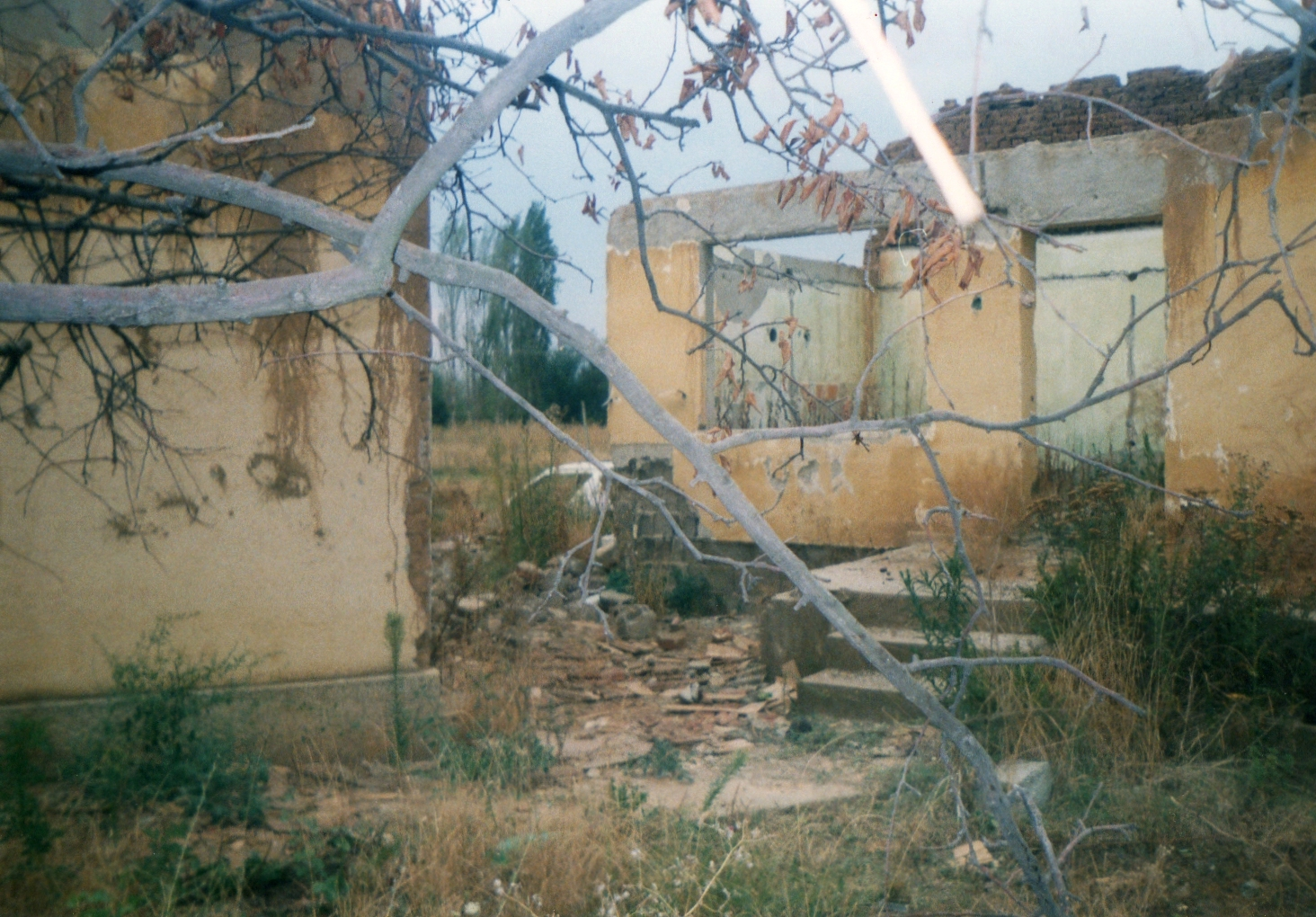
Maisons serbes détruites en 1999 à Dushanova/Dušanovo

## Démographie

### Évolution historique de la population dans la localité
| 1948 | 1953 | 1961 | 1971  | 1981  | 1991  | 2011  |
| ---- | ---- | ---- | ----- | ----- | ----- | ----- |
| 231  | 256  | 431  | 1 724 | 4 824 | 5 982 | 9 398 |

|  |

### Répartition de la population par nationalités (2011)
En 2011, les Albanais représentaient 93,74 % de la population.